# Staurastrum ophiura
Staurastrum ophiura là một loài Song tinh tảo trong họ Desmidiaceae, thuộc chi Staurastrum.